# Manuel Fernando Bauzà i Gómez
Manuel Fernando Bauzá i Gómez (Barcelona, 26 d'octubre de 1943) és un advocat i polític català.

## Biografia
Es llicencià en dret a la Universitat de Barcelona i es diplomà en dret comparat a la Faculté Internationale pour l'Enseignement du Droit Compare, d'Estrasburg i diplomat en dret laboral comparat a la Universitat de Trieste. El 1968 ingressà com a lletrat all Cos Especial Tècnic de l'Administració Institucional de Serveis Socioprofesdionals (AISS) i de 1970 al 1977 fou director del del Centre Social Sindical de Sant Boi de Llobregat.
Ha estat president de la Federació Espanyola de Tir amb Arc (1976-1977 i 1981-1984) i vicepresident del Comitè Superior de Disciplina Esportiva (1984-1988). El 1991 fou escollit membre del tribunal arbitral d'esport del Comitè Olímpic Internacional.
El 1984 es va afiliar a Aliança Popular, de la que en fou membre de la junta directiva de Catalunya i president del Comitè de Conflictes i Disciplina Regional. Fou elegit diputat a les eleccions al Parlament de Catalunya de 1988. El 1993 fou director general de Seguretat Social. El 1997 fou coordinador de Centres Fixos de la Direcció General d'Ocupació. El 1999-2000 fou director de l'Institut per a la Promoció i la Formació de Cooperatives.

## Obres
- La Liga Àrabe y el problema de las aguas del río Jordàn
- El ordenamiento constitucional del Estado italiano